# Andreea Bălan
Pour les articles homonymes, voir Andreea et Balan.
Andreea Bălan, née le 23 juin 1984 à Ploiești, est une chanteuse roumaine.

## Biographie
Elle a d'abord commencé avec le groupe Andrè (ro) en duo avec Andreea Antonescu pour ensuite poursuivre sa carrière en solo.

## Discographie
Albums avec Andrè
- La întâlnire (1999)
- Noapte de vis (1999)
- Prima iubire (2000)
- Am să-mi fac de cap (2000)
- Andrè - Best Of (2001)
- O noapte și-o zi (2001)

Albums solo
- Te joci cu mine (2002)
- Liberă din nou (2002)
- Așa sunt eu (2004)
- Andreea B (2006)
- SuperWoman (2009)